# STS-41
STS-41 — космический полёт MTKK «Дискавери» по программе «Спейс Шаттл» (36-й полёт программы и 11-й полёт Дискавери), целью которого были вывод на орбиту КА «Улисс».

## Экипаж
- (НАСА): Ричард Ричардс(2)[3] — командир;
- (НАСА): Роберт Кабана (1) — пилот;
- (НАСА): Уильям Шеперд (2) — специалист по программе полёта-1;
- (НАСА): Брюс Мелник (1) — специалист по программе полёта-2;
- (НАСА): Томас Эйкерс (1) — специалист по программе полёта-3.

## Параметры полёта
- Масса аппарата
  - при старте — 117 749 кг;
  - при посадке — 89 298 кг;
- Грузоподъёмность — 28 451 кг;
- Наклонение орбиты — 28,5°;
- Период обращения — 90,6 мин;
- Перигей — 300 км;
- Апогей — 307 км.

## Особенности программы полёта
Космический аппарат «Улисс» является совместным проектом Европейского космического агентства (ЕКА) и НАСА. Основным назначением «Улисса» является изучение Солнца (причём это первый аппарат, который изучал Солнце не только из плоскости эклиптики (экваториальной), но и со стороны полюсов, что позволяет построить более точную модель околосолнечного пространства) и, в качестве дополнительной задачи, Юпитера.

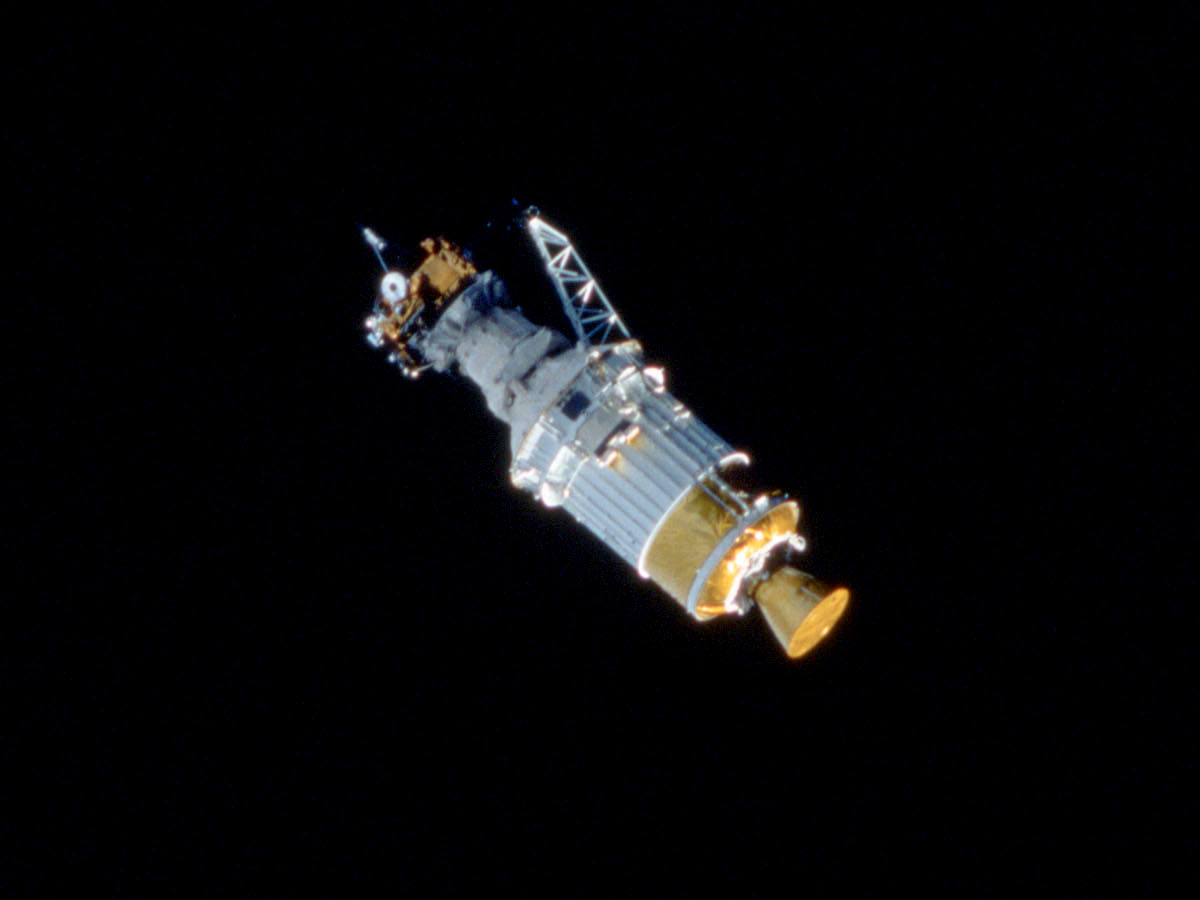
«Улисс» после развёртывания, фотография с шаттла.

Первоначально запуск КА планировался в 1986 году, однако из-за катастрофы «Челленджера» был осуществлён только в 1990 году. Что примечательно, «Улисс» в общей сложности проработал более 17 лет, что в четыре раза превышает расчётный срок эксплуатации. Программа полёта аппарата была официально завершена 1 июля 2008 года (по причине недостаточной выработки энергии, необходимой для поддержания ориентации аппарата на Землю).